# Ростральна вентролатеральна ділянка стовбуру мозку
Ростральна вентролатеральна ділянка стовбуру мозку (РВЛД), також відома як пресорна ділянка довгастого мозку, є ділянкою мозку, що відповідає за базальний і рефлекторний контроль симпатичної активності, пов’язаної з серцево-судинною функцією.  Аномально підвищені впливи симпатичної нервової системи у РВЛД пов'язані з різними серцево-судинними захворюваннями, такими як серцева недостатність і гіпертонія .  РВЛД залучена до барорефлексу.
Ростральна вентролатеральна ділянка стовбуру мозку отримує гальмівний ГАМКергічний вхід від задньої вентролатеральної частини довгастого мозку. РВЛД є основним регулятором симпатичної нервової системи. Ця ділянка має катехоламінергічні проекції через ретикулоспінальний шлях до симпатичних прегангліонарних нейронів у інтермедіолатеральному ядрі спинного мозку.
Інгібітор холінестерази фізостигмін підвищує ендогенні рівні ацетилхоліну та спричиняє підвищення артеріального тиску шляхом стимуляції РВЛД.  Орексинергічні нейрони з латерального гіпоталамуса мають проекції (або виходи ) до РВЛД. 

## Дивись також
- Вазомоторний центр